# هیروکی میزوموتو
هیروکی میزوموتو (به انگلیسی: Hiroki Mizumoto) بازیکن فوتبال اهل ژاپن و عضو تیم ملی فوتبال ژاپن است که در تاریخ ۰۴ اکتبر ۲۰۰۶ میلادی اولین بازی ملی‌اش را انجام داد. او در ۵ بازی ملی حضور داشت و آخرین بازی ملی خود را در تاریخ ۶ سپتامبر ۲۰۱۲ میلادی انجام داد. هیروکی میزوموتو در بازی‌های ملی‌اش
گلی به ثمر نرساند.